# Grischka Voss
Grischka Voss (* 6. Mai 1969 in Braunschweig) ist eine deutsche Schauspielerin und Autorin.

## Leben
Grischka Voss kam als Tochter des Schauspielers Gert Voss und der Dramaturgin Ursula Voss zur Welt. Sie besuchte eine Waldorfschule. Ihre Schauspielausbildung erfolgte von 1993 bis 1995 in New York und Wien. Von 1988 bis 1992 arbeitete sie als freie Kulturredakteurin für das Fernsehen (ORF). Außerdem schrieb sie u. a. Artikel für die von den Gebrüdern Fellner begründeten österreichischen Periodika Rennbahnexpress und NEWS.
Im Jahr 1997 lernte sie im Rahmen einer Theaterproduktion den österreichischen Schauspieler, Regisseur und Verfasser Ernst Kurt Weigel kennen; die beiden begannen eine Liebesbeziehung und gründeten im selben Jahr das Bernhard-Ensemble, eine Schauspielergemeinschaft, in Wien. Die beiden heirateten im Jahr 2006, im darauffolgenden Jahr kam ihr gemeinsamer Sohn Emil zur Welt. Im Jahr 2017 wurde die Ehe „einvernehmlich“ geschieden, und auch beruflich trennten sich die Wege von Weigel und Voss. Seit sie das Bernhard-Ensemble verließ, gibt sie hauptsächlich Ein-Personen-Shows an Wiener Theatern.
In ihrem Trennungsjahr 2017 schrieb Voss ihre Lebenserinnerungen unter dem Titel: „Wer nicht kämpft, hat schon verloren“; in diesem Buch berichtet sie unter anderem über die liebevolle Zugewandtheit ihrer Eltern, für die es zugleich auch als Hommage gedacht ist; andererseits spricht sie unter anderem offen über sexuelle Missbrauchserfahrungen in verschiedenen Altersstufen, unter anderem durch ihren Großvater. Inzwischen ist sie eine neue Lebenspartnerschaft mit dem deutschen Burgschauspieler Markus Hering eingegangen.

„Für mich ist es wichtig, auch über das zu lachen, worüber man eigentlich nicht lachen darf. Aber ich finde, man muss auch in der schlimmsten Katastrophe noch die Komik sehen.“

## Auszeichnungen
- 2001: Nestroy-Theaterpreis für die beste Off-Theater-Produktion

## Werke
- Wer nicht kämpft hat schon verloren: Erinnerungen eines Gauklerkindes. Amalthea Signum, Wien 2017, ISBN 978-3-99050-105-4 (256 S.).

## Theaterstücke
- 2008: Monster. Das Off Theater, Wien
- 2009: Myface – Liebe mich! Das Off Theater
- 2014: Skinned - Ohne Haut. Das Off Theater
- 2017: INVIDIA - der Böse Blick. Das Off Theater[6]
- 2019: Bulletproof. Uraufführung im Theater Drachengasse, Wien[7][8]
- 2023: F*ing Hot! Uraufführung im Theater Drachengasse, Wien[9]

## Filmografie (Auswahl)
- 2024: Mit einem Tiger schlafen
- 2024: Tatort: Dein Verlust
- 2024: Kafka (Fernsehserie)
- 2024: Ewig Dein (Fernsehfilm)